# IC 2450
IC 2450 је лентикуларна галаксија у сазвјежђу Рак која се налази на листи објеката дубоког неба у Индекс каталогу.
Деклинација објекта је + 25° 25' 40" а ректасцензија 9h 17m 5,5s. Привидна величина (магнитуда) објекта IC 2450 износи 12,8 а фотографска магнитуда 13,8. IC 2450 је још познат и под ознакама UGC 4902, MCG 4-22-29, CGCG 121-49, MK 1230, IRAS 09141+2538, PGC 26218.